# Dell'uno nell'altro

Due castelli dell'uno nell'altro

Uno nell'altro è un termine utilizzato in araldica per indicare figure identiche caricanti diversi campi e che scambiano gli smalti.
L'elemento che differenza in modo sostanziale questa espressione dalla similare uno all'altro è costituito dalla assoluta separazione tra le figure che si scambiano gli smalti. La linea di partizione, quindi, non tocca, né tantomeno taglia, le figure in questione.

## Esempi

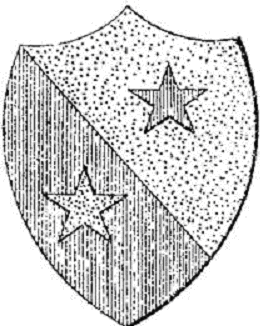
Trinciato d'oro e di rosso, a due stelle dell'uno nell'altro
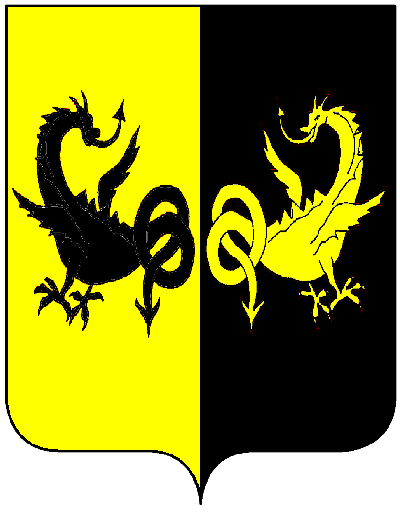
Partito d'oro e di nero, a due draghi dell'uno nell'altro
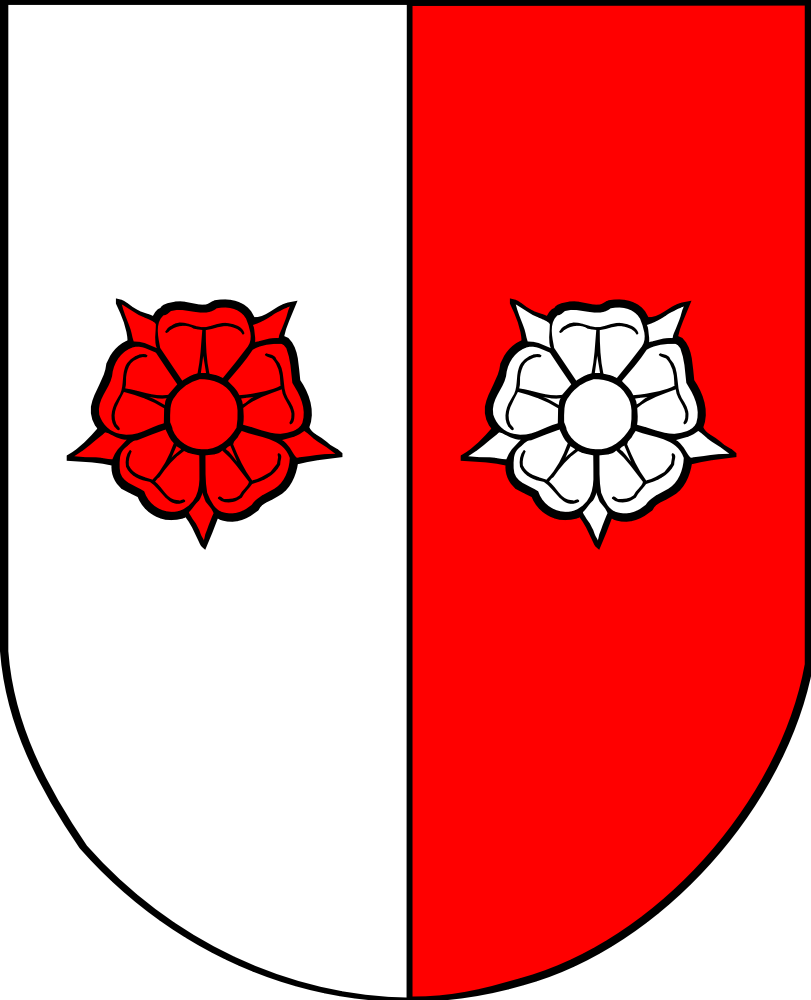
Partito d'argento e di rosso, a due rose dell'uno nell'altro (Sassel, Svizzera)